# Faden (Heraldik)

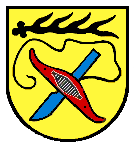
Fadenende aus einem Weberschiffchen herausragend im Wappen von Sontheim

Der Faden hat in der Heraldik eine mehrfache Bedeutung.
- Der Faden als Wappenfigur ist oft in Verbindung von Weberschiffchen, Spindeln oder Haspeln im Wappenfeld als Garn oder Wolle dargestellt. Er wird in der Beschreibung selten erwähnt. Ist er auf eine Spule gewickelt und weicht in der Tingierung ab, ist die Fadenfarbe zu erwähnen.

- Der Faden wird auch als Beizeichen verwendet (etwa Bastardfaden). Wenn der schräge Balken in Balkenstärke ausgeführt ist, bleibt die Bezeichnung als „Faden“ allerdings fragwürdig. Ein Faden sollte ein sehr schmaler Balken von unterscheidbarer Farbe sein.

- Als Bezeichnung besonders schmaler Heroldsbilder, wie z. B. schmaler Balken oder Pfähle, wird der Ausdruck von Heraldikern kritisch gesehen. Der Balken wird mit 1/3 bis 2/7 der Wappenbreite dargestellt. Ist er halb so breit, nennt man ihn Leiste (Stabbalken); ist er schmaler, wird er zum „Faden“. Der Balken sollte dann nach Meinung vieler eher als „schmale Leiste“, der Pfahl als „schmaler Stab“ und ein Schrägbalken als „schräger schmaler Balken“ benannt werden. Das Kreuz könnte statt „Fadenkreuz“ auch „schmales Leistenkreuz“ heißen, dies ist aber ungebräuchlich.

Zu beachten ist, dass bei der Darstellung von mehreren Balken oder Pfählen im Wappenschild die Breite im Verhältnis zum Schild abnimmt, die Bilder aber dennoch Balken bzw. Pfähle bleiben.

Normaler Pfahl
Schmaler Stab
Fünf Pfähle